# آلبرتو فارنزه
آلبرتو فارنزه (انگلیسی: Alberto Farnese؛ ۳ ژوئن ۱۹۲۶ – ۲ ژوئن ۱۹۹۶) بازیگر اهل ایتالیا بود.
از فیلم‌ها یا برنامه‌های تلویزیونی که وی در آن نقش داشته است، می‌توان به خامه، شکلات و… پاپریکا، طلای ناپل، چند سوپرمن در مشرق‌زمین، بیست گام تا مرگ، گلادیاتور رم، فرشته سپید، بکش یا بمیر و آپاچی سفید اشاره کرد.